# Xã Jordan, Quận Northumberland, Pennsylvania
Xã Jordan (tiếng Anh: Jordan Township) là một xã thuộc quận Northumberland, tiểu bang Pennsylvania, Hoa Kỳ. Năm 2010, dân số của xã này là 794 người.